# 水漂 (轮胎)

水漂现象的示意图

水漂（英語：Hydroplanning，又稱為水翔、水滑、滑水）是指汽车等交通工具通过有积水层的路面时，轮胎無法与路面接触的现象。
当轮胎在含有积水层的路面上滚动时，会对积水层进行排挤，于是轮胎与路面接触区前部的水便会因为惯性而产生动压力（与速度平方成正比）。当轮胎转速的提高，动压力会使轮胎与路面的直接接触面减小。而当转速到达一定程度时，动压力的升力与垂直向下的载荷相平衡，此时轮胎将完全失去与路面间的接触，而漂浮在水膜上。
当滑水现象发生时，行驶时的附着能力变得非常小，安全性降低，容易发生危险。